# Az alföld

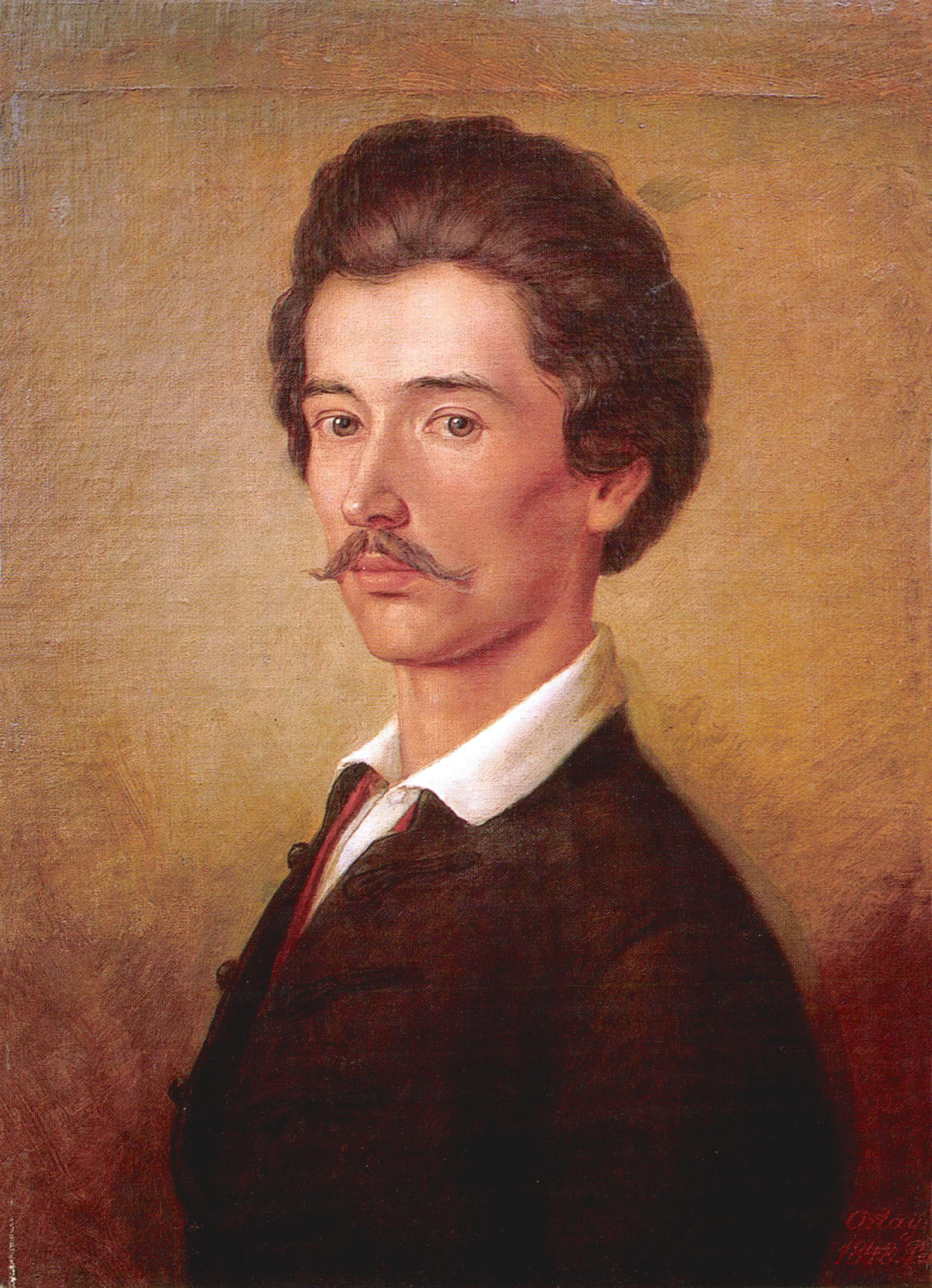
Orlai Petrich Soma: Petőfi Sándor portréja (1840-es évek)

Az alföld Petőfi Sándor egyik legismertebb költeménye. A mű 1844 júliusában született. A cím témamegjelölő. A címben azért szerepel kis betűvel az alföld szó, mert a költő nem csak az Alföldre, mint földrajzi tájegységre, hanem szűkebb szülőhazája vidékének jellegére is gondol. A vers a tájleíró költemények műfajába tartozik. Először nagy vonalakban mutatja be a vidéket, majd egyre inkább közelít a pontos részletekig, végül nagyon aprólékosan írja le a látnivalókat.  A mű vége meghitt, szenvedélyes vallomás, a szülőföld szeretetéről vall, az utolsó három sor végakaratként hangzik.

## Szerkezete

### Első egység
Az 1-2. versszak ellentétre épül: a Kárpátok romantikus tája és a szülőföld ellentétére.
Mit nekem te zordon Kárpátoknak 

Fenyvesekkel vadregényes tája! 

Tán csodállak, ámde nem szeretlek, 

S képzetem hegyvölgyedet nem járja.
Lenn az alföld tengersík vidékin 

Ott vagyok honn, ott az én világom; 

Börtönéből szabadúlt sas lelkem, 

Ha a rónák végtelenjét látom.

### Második egység
3-10. versszak: a nézőpont fent van, belát mindent (Dunától a Tiszáig). Bemutatja a jellegzetes állatokat (gólya, ménes, vércse, gyík), emberekkel is találkozhatunk a műben (csikós, gulyás, betyár). Hangutánzó és hangfestő szavakat alkalmaz. Fentről lejön és ott folytatja a táj bemutatását. Jellegzetes épület a tanya, a csárda és a kocsma. Egyre apróbb képek jelennek meg. Újra hangutánzó szavakat használ (alliteráció). Tovább sorolja a növényeket (királydinnye, árvalányhaj, búza, nyárfa). A legkisebb képig jutott el.

### Harmadik egység
11.-12. versszak: hirtelen váltás következik. Gondolatjel van a 11. versszak végén. Ismétléssel erősíti a mondanivalóját. A Szózatra is utalást tesz.
Keretes vers, műfaját tekintve tájleíró költemény. A mű verselése ütemhangsúlyos, azonkívül minden versszak félrímes.

## Az alföld világa

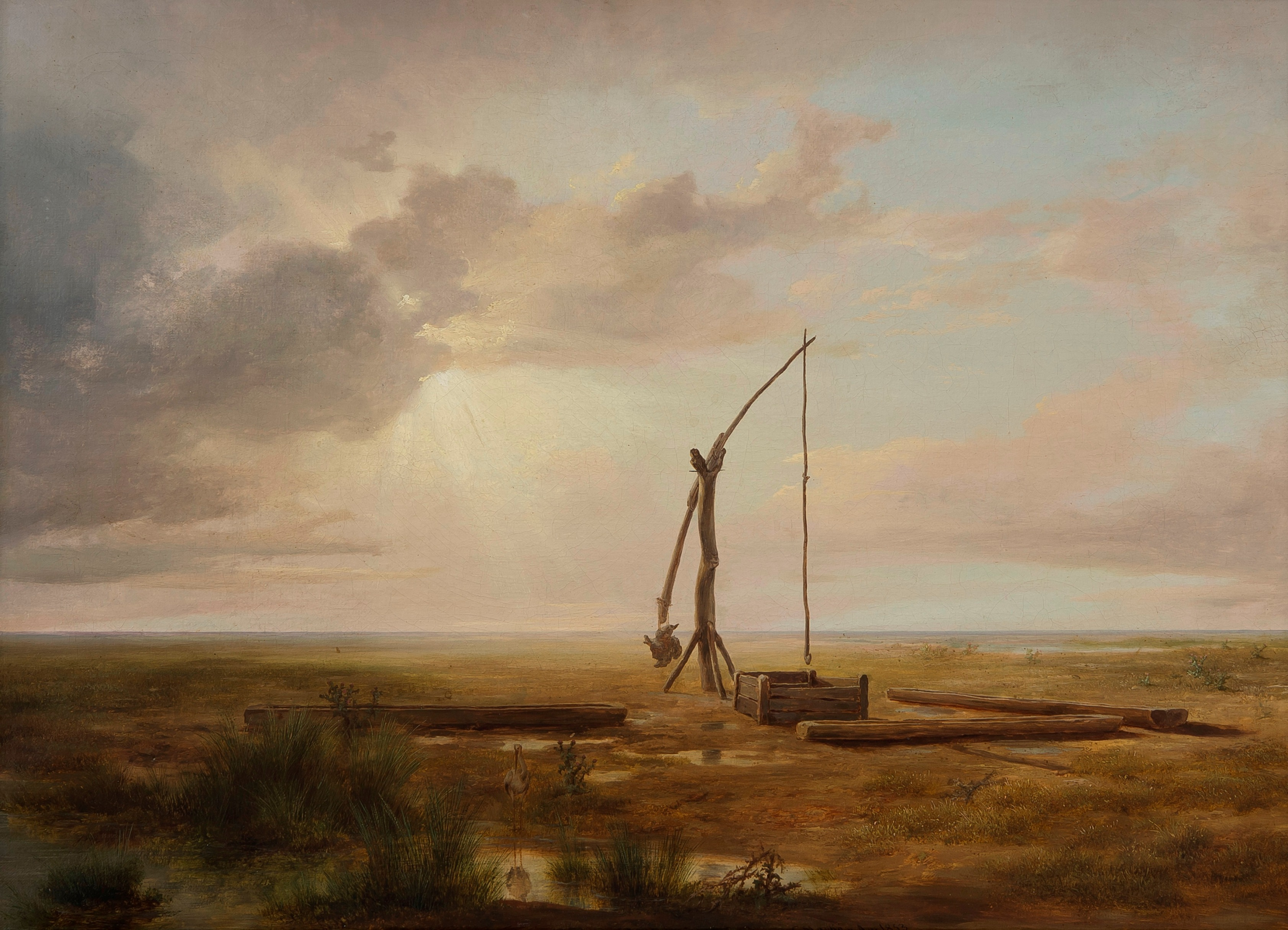
Markó Károly: Magyar alföldi táj gémeskúttal (1853)

| Emberek  | Állatok  | Növények     |
| -------- | -------- | ------------ |
| csikósok | gulyák   | búza         |
| betyárok | ménesek  | nád          |
|          | vadlúdak | nyárfaerdő   |
|          | vércse   | királydinnye |
|          | gyíkok   | árvalányhaj  |
|          |          | szamárkenyér |
|          |          | gyümölcsfák  |

## A vers
Mit nekem te zordon Kárpátoknak

Fenyvesekkel vadregényes tája!

Tán csodállak, ámde nem szeretlek,

S képzetem hegyvölgyedet nem járja.

Lenn az alföld tengersík vidékin

Ott vagyok honn, ott az én világom;

Börtönéből szabadúlt sas lelkem,

Ha a rónák végtelenjét látom.

Felröpűlök ekkor gondolatban

Túl a földön felhők közelébe,

S mosolyogva néz rám a Dunától

A Tiszáig nyúló róna képe.

Délibábos ég alatt kolompol

Kis-Kunságnak száz kövér gulyája;

Deleléskor hosszu gémü kútnál

Széles vályu kettős ága várja.

Méneseknek nyargaló futása

Zúg a szélben, körmeik dobognak,

S a csikósok kurjantása hallik

S pattogása hangos ostoroknak.

A tanyáknál szellők lágy ölében

Ringatózik a kalászos búza,

S a smaragdnak eleven szinével

A környéket vígan koszorúzza.

Idejárnak szomszéd nádasokból

A vadlúdak esti szürkületben,

És ijedve kelnek légi útra,

Hogyha a nád a széltől meglebben.

A tanyákon túl a puszta mélyén

Áll magányos, dőlt kéményü csárda;

Látogatják a szomjas betyárok,

Kecskemétre menvén a vásárra.

A csárdánál törpe nyárfaerdő

Sárgul a királydinnyés homokban;

Odafészkel a visító vércse,

Gyermekektől nem háborgatottan.

Ott tenyészik a bús árvalyányhaj

S kék virága a szamárkenyérnek;

Hűs tövéhez déli nap hevében

Megpihenni tarka gyíkok térnek.

Messze, hol az ég a földet éri,

A homályból kék gyümölcsfák orma

Néz, s megettök, mint halvány ködoszlop,

Egy-egy város templomának tornya. -

Szép vagy, alföld, legalább nekem szép!

Itt ringatták bölcsőm, itt születtem.

Itt borúljon rám a szemfödél, itt

Domborodjék a sír is fölöttem.
(Pest, 1844. július)